# Michèle Sarde

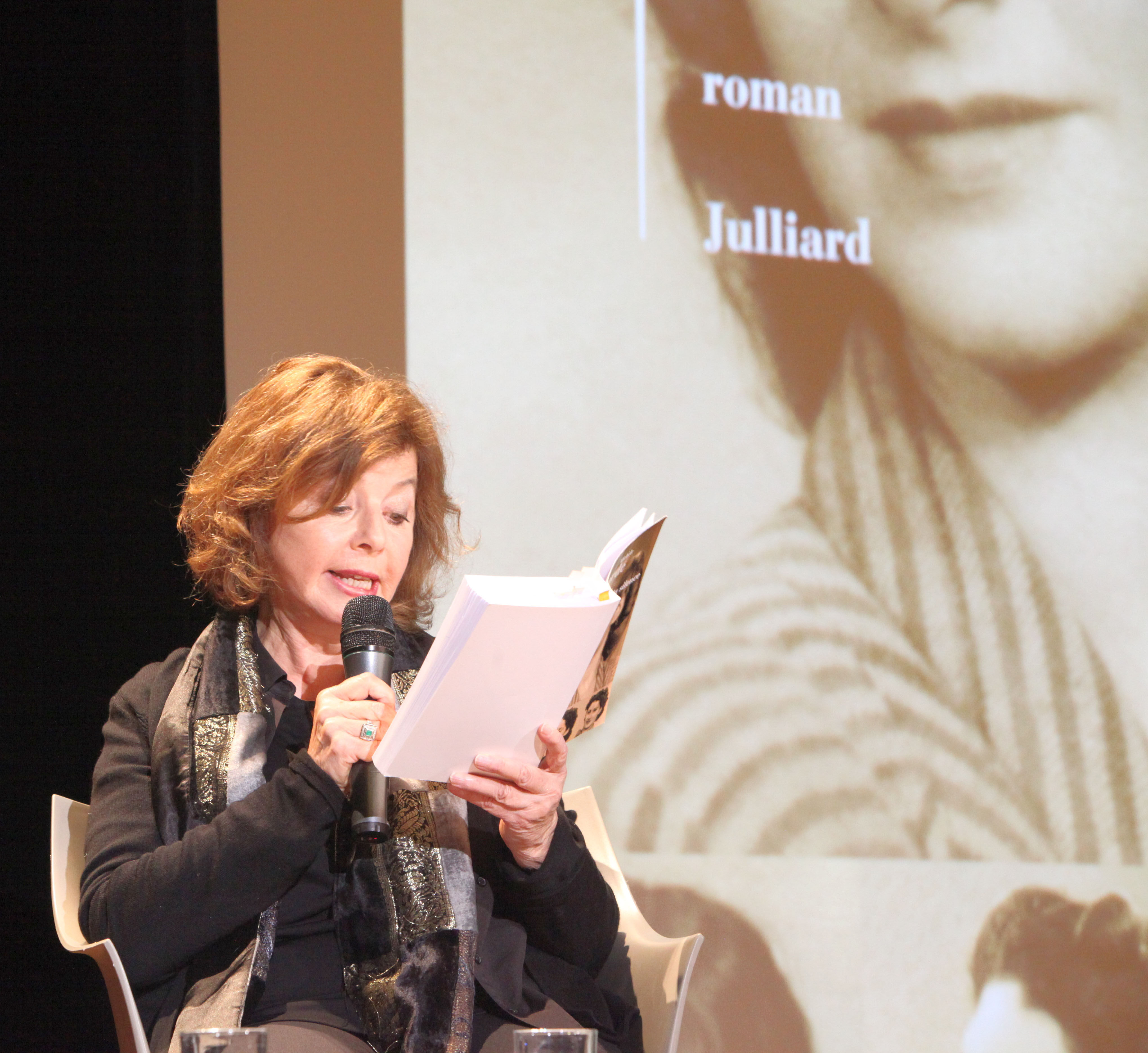
Michèle Sarde, Paris 2016

Michèle Sarde (geb. 1939 als Michèle Benrey in der Bretagne) ist eine französische Schriftstellerin und Literaturwissenschaftlerin. Von 1970 bis 2001 unterrichtete sie an der Georgetown-Universität in Washington Frauenstudien, französische Literatur im 20. Jahrhundert sowie französische Kultur. Derzeit ist sie emeritierte Professorin an dieser Universität mit Wohnsitz in Chile und Frankreich.
Die roten Fäden ihres Werks sind Frauen, das Zusammenspiel von Geschichte und individuellem Schicksal und die totalitären Systeme im Zwanzigsten Jahrhundert. Für ihre Biografie über Colette wurde sie von der Académie française ausgezeichnet.

## Leben
Michèle Sarde hat Wurzeln im sephardischen Judentum. Ihre Mutter Jenny Amon (1916–2005) wurde in Saloniki geboren, zog 1921 mit ihren Eltern nach Frankreich und studierte Jura. Der Vater Jacques Benrey (1907–1979) wanderte 1922 aus Bulgarien nach Frankreich ein und studierte an der École Superiéure de Commerce in Paris. Während der deutschen Besetzung Frankreichs im Zweiten Weltkrieg floh die Familie mit falschen Ausweispapieren nach Angoulême in der unbesetzten Zone, von dort 1943 nach Marseille und 1944 über Nizza nach Villard-de-Lans, wo sich ihr Vater dem französischen Widerstand anschloss.
Michèle Sarde wuchs in Paris auf. Sie studierte Französische Literatur an der Universität Paris-Sorbonne und ging nach dem Abschluss 1968 als Universitätsprofessorin (Agrégée de l’Université) in die USA, wo sie den größten Teil ihrer Lehrkarriere an der Georgetown University in Washington, D.C. verbrachte. Seit 2001 ist sie emeritiert und widmet sich ihrer schriftstellerischen Arbeit.

## Werk
Im Jahr 1984 veröffentlichte Michèle Sarde das Werk Regard sur les Françaises, das die Geschichte französischer Frauen vom 10. bis zum 20. Jahrhundert nachzeichnet. Der Einleitung stellte sie eine Paraphrase von Simone de Beauvoir voran: „Sans doute ne naît-on pas française, on le devient.“ (Zweifellos wird man nicht als Französin geboren, man wird es.) Sie analysierte Texte neu, präsentierte Analysen zur Geschichte der Frauen in Frankreich, und porträtierte auch herausragende Frauen. Das Buch erhielt Preise von der Académie française und der Académie des sciences morales et politiques. 2007 erschien De l’Alcôve à l’Arène. Nouveau regard sur les Françaises, ein Aufsatz, der die in Regard sur les Françaises durchgeführte Analyse erweiterte. Basierend auf vergleichender und multidisziplinärer Forschung aus Literatur, Soziologie und Politikwissenschaft in Verbindung mit Interviews mit Frauen, die ihre Zeit prägten, beschrieb sie die Fortschritte der Französinnen seit den 1980er Jahren auf ihrem Weg zur Gleichstellung.
Ihre Biografie über die Schriftstellerin Colette mit dem Titel Colette, libre et entravée erschien 1978 und wurde von der Académie Française ausgezeichnet. Sarde geht von Colettes Œuvre aus, um sie in ihren eigenen Worten neu zu „erschaffen“, basierend auf einer umfangreichen Dokumentation. Die Biografie über Marguerite Yourcenar, die mit dem Titel Vous, Marguerite Yourcenar 1995 herauskam, schrieb sie in der Form eines Dialogs, in dem sie sich auf die wenig bekannte Kindheit und Jugend konzentrierte. 1995 unternahm Michèle Sarde mit einem Forscherteam ein Langzeitprojekt: die Herausgabe der Korrespondenz von Marguerite Yourcenar, von der bereits eine Anthologie und mehrere Bände veröffentlicht wurden, die den Zeitraum 1951 bis 1967 abdecken. In Jacques le Français, 2002 erschienen, rekonstruierte sie nach Interviews das Schicksal von Jacques Rossi, einem jungen französisch-polnischen Kommunisten, Autor des historischen Lexikons Le Manuel du Goulag, der in den Großen Säuberungen von 1937 in der Sowjetunion neunzehn Jahre im sowjetischen Gulag gefangen war.
Als Romanautorin wurde Sarde 1975 mit ihrem Debüt Le Désir fou bekannt, das die Geschichte einer destruktiven Leidenschaft erzählt. In ihrem Roman Histoire d’Eurydice pendant la remontée (1991) griff sie den Stoff der Sagengestalt Eurydike auf und erzählte den Mythos des Orpheus aus Eurydikes Sicht als Geschichte im 20. Jahrhundert. Der Roman ist von zwei kulturellen und historischen Erben inspiriert: der griechischen Mythologie, die durch das Prisma des Feminismus und die jüdisch-christliche Tradition neu interpretiert wurde.
In ihrem Roman Constance et la Cinquantaine (2003) erzählt Sarde von zwei Protagonistinnen, deren Familien Opfer des Völkermords an den Armeniern wurden. Eine weitere Protagonistin aus Chile will herausfinden, was mit ihrem verstorbenen Bruder unter Pinochet passierte. In ihre Erzählungen lässt sie die Erinnerungen an andere menschliche Tragödien einfließen. Auf eine „periphere Weise“ erinnere Sarde an den Holocaust, so die Literaturwissenschaftlerin Madeleine Cottenet-Hage. Das Hauptthema ist jedoch das Altern, wie es eine Gruppe von Freundinnen in den 1968er und siebziger Jahre in Frankreich erlebte.
In Revenir du Silence, 2016 veröffentlicht, zeichnete sie die Saga einer jüdisch-spanischen Familie aus dem osmanischen Saloniki nach, die in den 1920er Jahren in Frankreich integriert war und während der deutschen Besatzung verfolgt wurde. Die fiktive Geschichte erlaube es Michèle Sarde endlich über ihre Kindheit während des Zweiten Weltkriegs zu sprechen, die Tragödien und die Schmerzen, die umgeben, aber auch von dieser langen jüdisch-spanischen Linie, aus der sie stammt, und die ihre Mutter lange zu verbergen suchte, schrieb die Rezensentin von Le Monde. Ein zweiter Teil dieser Saga wurde 2019 unter dem Titel À la Recherche de Marie J. veröffentlicht. Sie beginnt im Oktober 1944: Marie und ihr Ehemann werden nach Auschwitz deportiert, von wo sie nicht zurückkehren werden. Siebzig Jahre später beschließt ihre Enkelin den langwierigen Weg ihrer Großmutter aus Rumänien und deren vergebliche Flucht vor der Nazi-Verfolgung zurückzuverfolgen. Die Erzählerin reist zuerst nach Jerusalem und dann auf der Suche nach biografischen Spuren durch Mitteleuropa.

## Veröffentlichungen